# Royal Holloway (université de Londres)
Pour les articles homonymes, voir Holloway.
Royal Holloway (RHUL) est l'un des sept collèges constitutifs de l'université de Londres, au Royaume-Uni.
À l'origine appelé Royal Holloway College, l'établissement est fondé par le philanthrope Thomas Holloway en 1879 en tant que collège pour femmes. Il devient mixte en 1965. En 1900, il intègre l'université de Londres avant de fusionner, en 1985, avec le Bedford College. Il prend alors le nom de Royal Holloway and Bedford New College. Le collège est couramment appelé Royal Holloway, University of London.

## Enseignement
L'université confère les diplômes de baccalauréat (BSc, BA...) pour les undergraduates (étudiants de premier cycle), de maîtrise (MSc, MA, MBA...) et de doctorat (PhD) pour les Graduates (étudiants de deuxième et troisième cycles), ainsi que plusieurs certificats non reconnus nationalement.
En 2001, l'université fait partie d'un groupe de dix collèges pour la qualité de sa recherche.
L'école de commerce est accréditée par l'AMBA pour ses trois MBA. En 2008, le MBA en Management International était classé dans les 40 meilleurs MBAs selon le Financial Times. De même, les départements d'histoire, géographie, musique, théâtre, psychologie et arts des médias possèdent une forte réputation, et le département de politique figure parmi les meilleurs du pays dans le journal The Guardian. En 1998, le collège reçoit le Queen's Anniversary Award en reconnaissance du travail effectué par l'Information Security Group.
Royal Holloway développe un programme d'échanges internationaux avec des universités.

## Campus
Le campus du collège est situé à Egham, dans le Surrey, à la limite du Grand Londres. La proximité de l'aéroport d'Heathrow et la facilité d'accès au centre de Londres (à une demi-heure de train) expliquent en partie la forte proportion d'étudiants internationaux. Le campus est dominé par le château Founders, dessiné par William Henry Crossland et inspiré du château de Chambord, en France. Ouvert en 1886 par la reine Victoria, qui autorisera l'emploi du mot Royal dans le nom de la nouvelle université, Le campus s'étend sur 49 hectares, et se situe à proximité du parc de Windsor. 

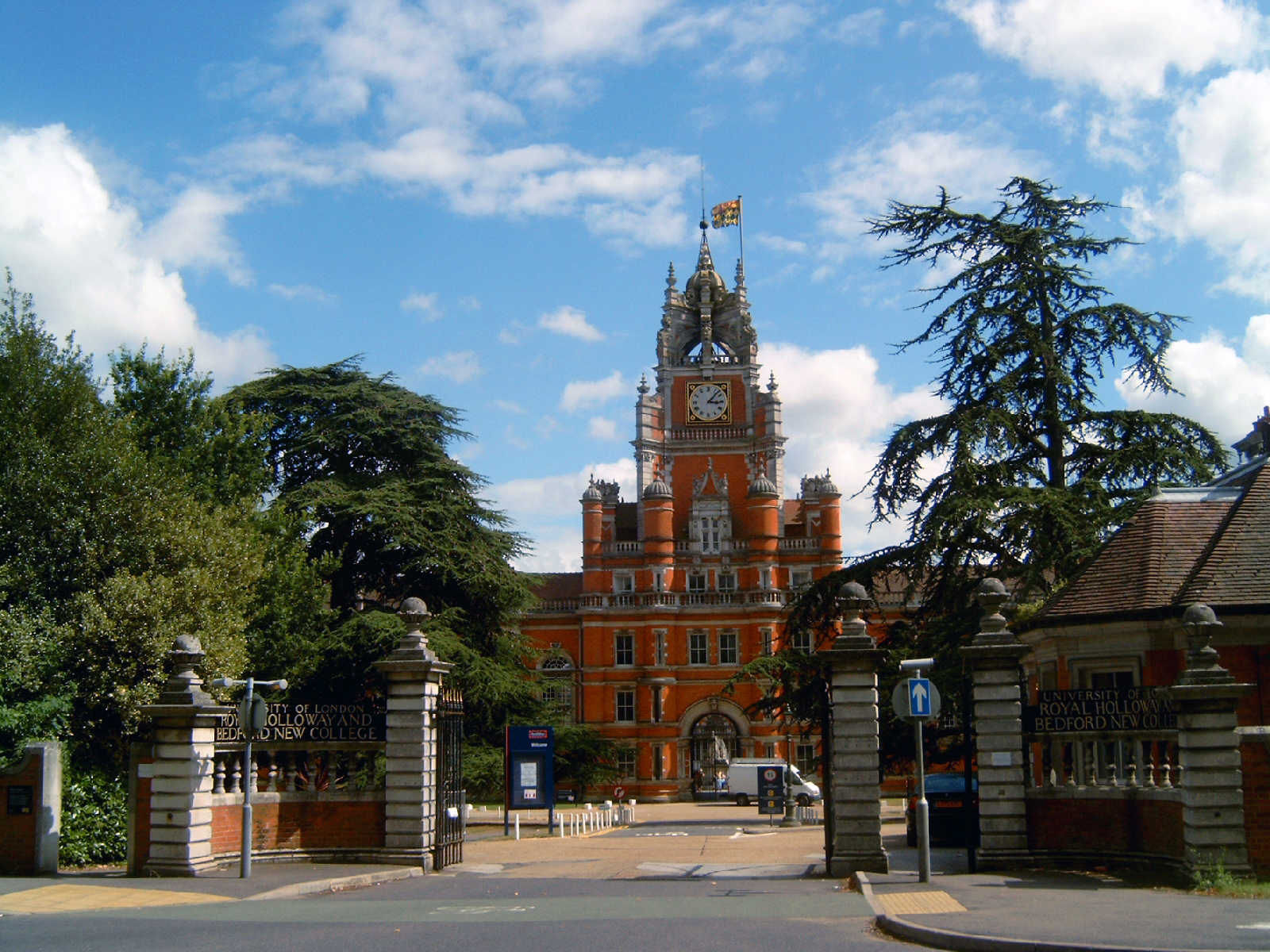
Entrée.
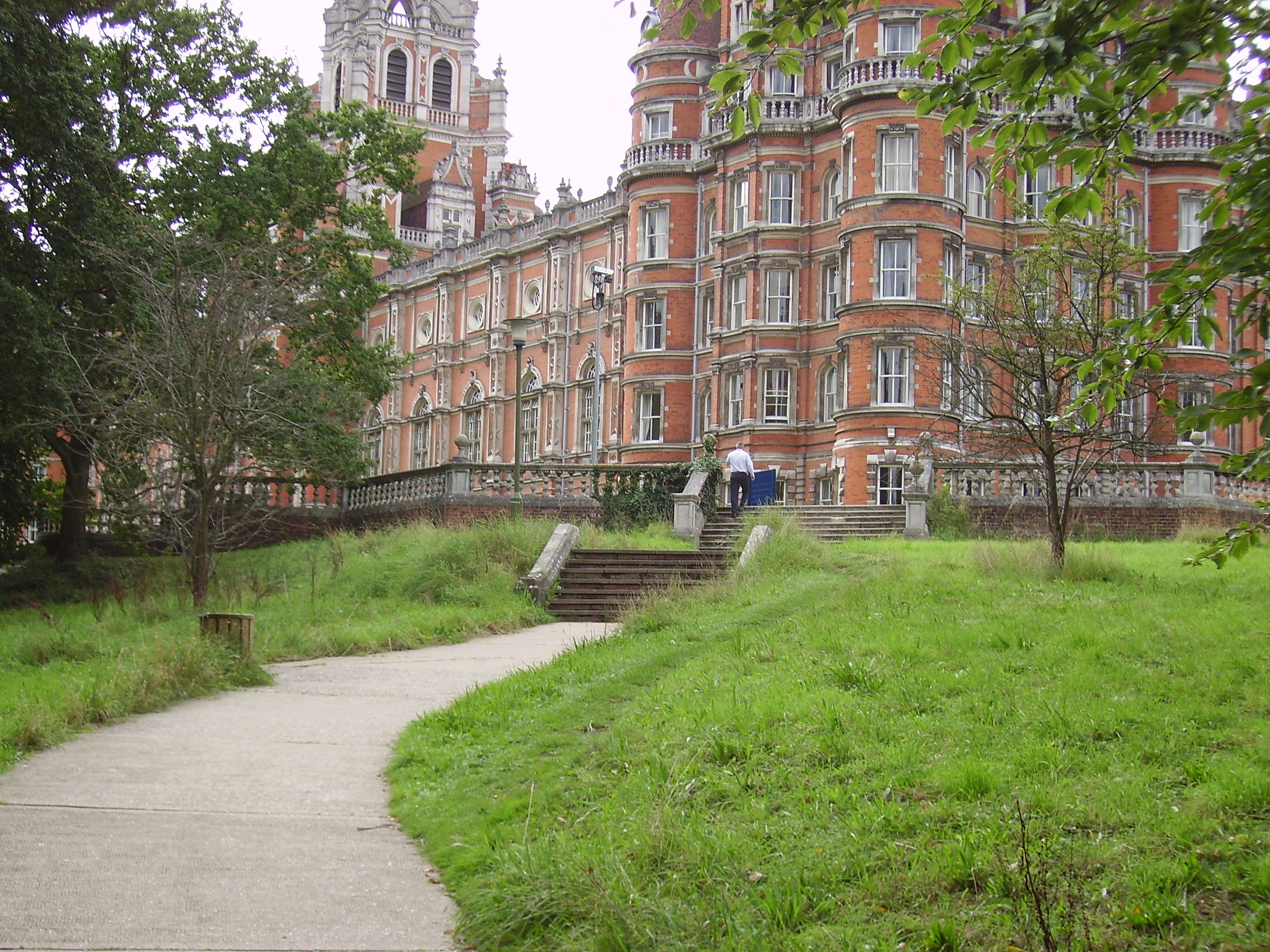
Le château Founders vu du chemin menant aux résidences.
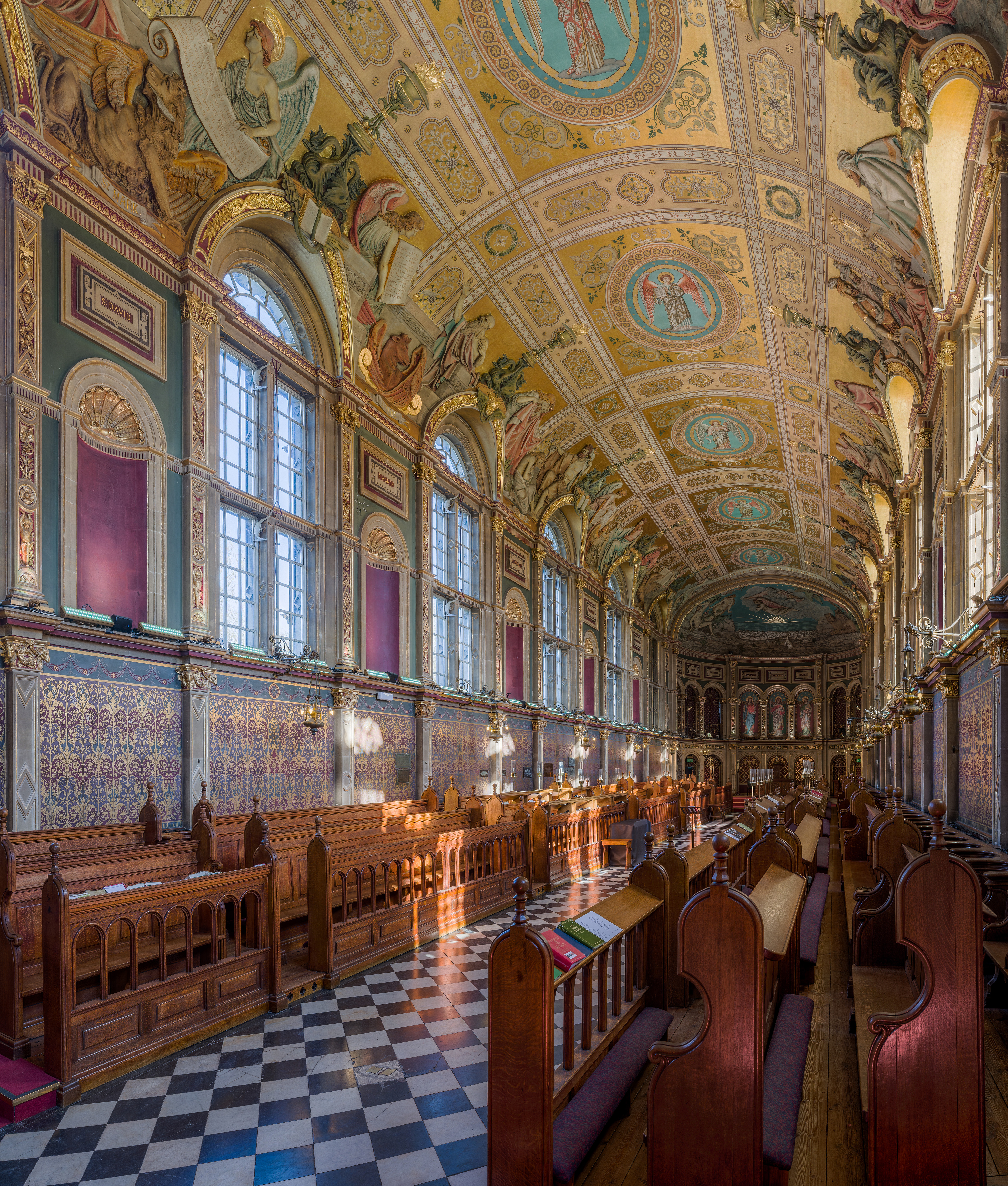
Intérieur de la chapelle

L'université possède un centre sportif.
La Picture Gallery, galerie d'art victorien située dans Founders possède environ soixante-dix œuvres offertes par Thomas Holloway lors de la fondation du College.
Le logement des étudiants se fait sur le campus ou dans les environs, sur les communes d'Egham et d'Englefield Green. L'université propose des chambres en résidence étudiante pour les étudiants de première année, et dans une certaine mesure, à des étudiants de troisième année

## Personnalités liées à l'établissement

### Principales et principaux
- Matilda Ellen Bishop, première principale (1887-1897)
- Emily Penrose (1898-1907)
- Ellen Charlotte Higgins (1907-1935)
- Fanny Street (1944-1945) faisant fonction
- Edith Clara Batho (1945-1962)
- Marjorie Williamson (1962-1973)
- Lionel Harry Butler (1973-1981)
- Roy Miller (en) (1982-1985)

### Principales et principaux de Royal Holloway and Bedford New College
- Dorothy Wedderburn (1985–1990)
- Norman Gowar (1990-2000)
- Drummond Bone (2000-2002)
- Stephen Hill (2002-2009)
- Paul Layzell (2010-2022)
- Julie Sanders (depuis 2022)

### Autres personnalités
- Sharon Dodua Otoo, écrivaine et publiciste
- Janet Fookes, femme politique
- Delyth Morgan, femme politique
- Edith Hall, professeure, helléniste
- Patricia Kingori, sociologue britannico-kenyane, ancienne étudiante
- Lyndal Roper, historienne australienne spécialiste de l'histoire des femmes et du genre
- Tahmima Anam, romancière